# South African Airways
South African Airways (SAA) är Sydafrikas största flygbolag. De bedriver trafik inom Sydafrika samt till övriga världen inklusive Europa och Nordamerika.

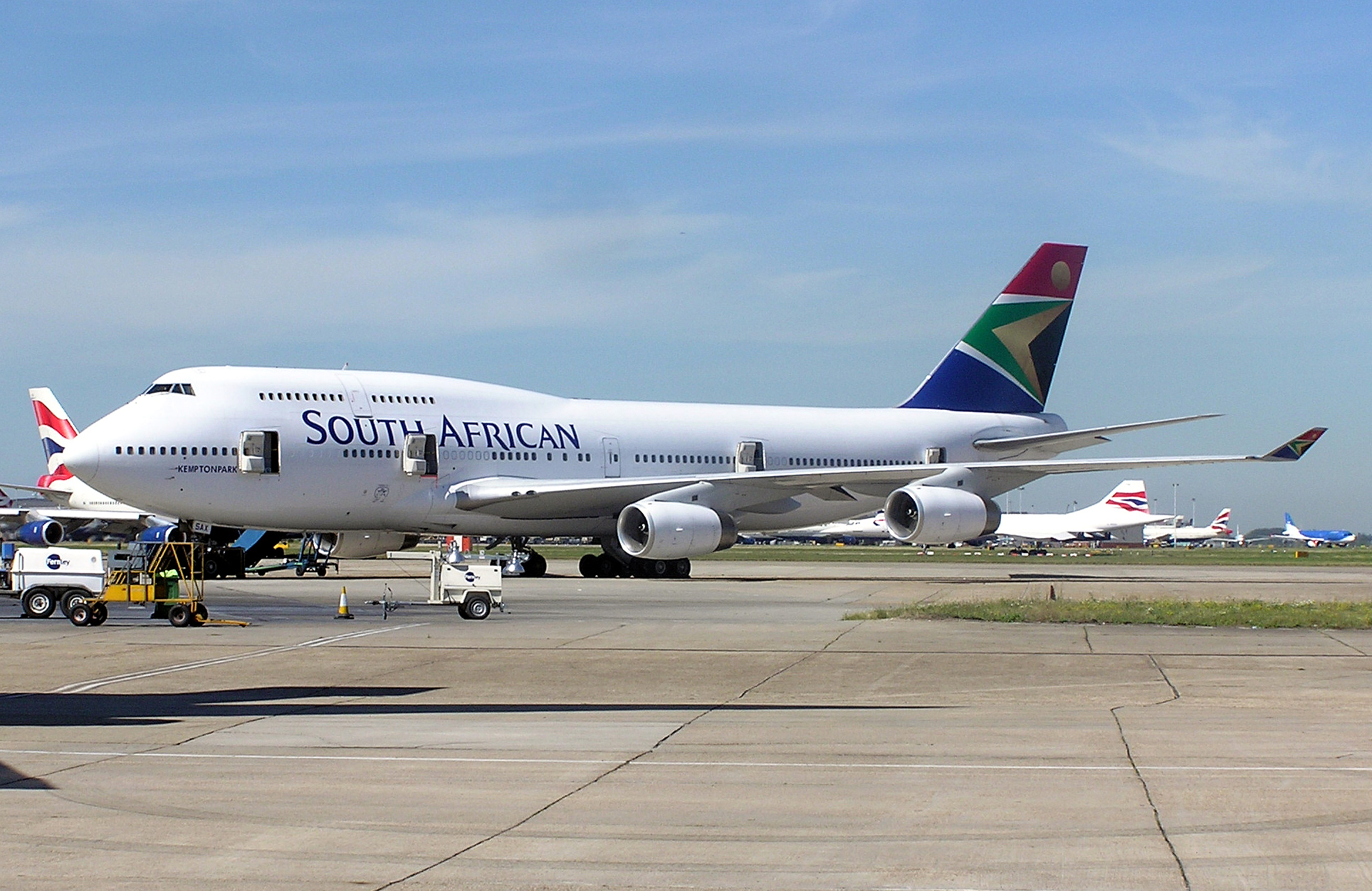
En Boeing 747 från South African Airlines

## Historik
South African Airways grundades genom ett statligt köp av ett mindre privatägt flygbolag, Union Airways, 1934. Union Airways hade varit aktivt sedan 1929, först enbart med postflyg men därefter även med persontrafik. De första städer som trafikerades var Durban, Kapstaden samt Johannesburg. Under 1930-talet öppnades linjer till Kenya och Uganda. 1945 öppnades första linjen till Storbritannien.
I takt med flygtrafikens utökande moderniserades flottan och nya linjer öppnades. Boeing 707 införskaffades under 1960-talet. 1971 inköptes Boeing 747 som bland annat används på linjer till Sydamerika. Taiwan och Hongkong är två linjer som öppnas under 1970- och 80-talet. South African Airways fick allteftersom allt svårare att expandera beroende på den apartheid-politik som Sydafrika bedrev. Kontor över hela världen utsattes för förstörelse på grund av kopplingen till apartheid. 
Under 1990-talet, efter apartheid-politikens slut, normaliserades förhållandena för South African Airways och code share-avtal slöts med andra bolag som American Airlines, Delta Air Lines och Lufthansa. Nygamla linjer till Australien, Sydamerika och Europa öppnades ånyo.
1997 introducerade man sin nya logotyp. 2004 ansökte South African Airways om medlemskap i Star Alliance. Bolaget blev medlem 10 april 2006.
I november 2021, vid ett Strategic Partnership Framework (SPF), undertecknat under en ceremoni i närvaro av Sydafrikas president Cyril Ramaphosa och Kenyas president Uhuru Kenyatta. Kenya Airways och South African Airways kommer nu att arbeta tillsammans för att "öka passagerartrafiken, fraktalternativ och handeln i allmänhet genom att utnyttja styrkorna från Sydafrika, Kenya och Afrika", förklarar en kommuniké.

## Flotta

### Nuvarande flotta
I oktober 2020 bestod South African Airways' flotta av följande flygplan:
- 3 × Airbus A319
- 1 × Airbus A330
- 4 × Airbus A340-300
- 4 × Airbus A340-600

### Historisk flotta
South African Airways har tidigare flugit bl.a.:
- Airbus A300
- Airbus A320
- Airbus A340-200
- Avro York
- Boeing 707
- Boeing 727-100
- Boeing 737-200, -300, -800
- Boeing 747-200, -300, -400
- Boeing 747SP
- Boeing 767
- de Havilland DH 104 Dove
- Douglas DC-3
- Douglas DC-4
- Douglas DC-7
- Hawker Siddeley HS 748
- Junkers Ju 52
- Lockheed Lodestar
- Lockheed L-749 Constellation
- Lockheed Starliner
- Vickers Viking
- Vickers Viscount